# Résolution 298 du Conseil de sécurité des Nations unies
Membres permanents
- Chine
- États-Unis
- France
- Royaume-Uni
- URSS

Membres non permanents
- Argentine
- Burundi
- Belgique
- Italie
- Japon
- Nicaragua
- Pologne
- Sierra Leone
- Somalie
- Syrie

Résolution no 297 Résolution no 299

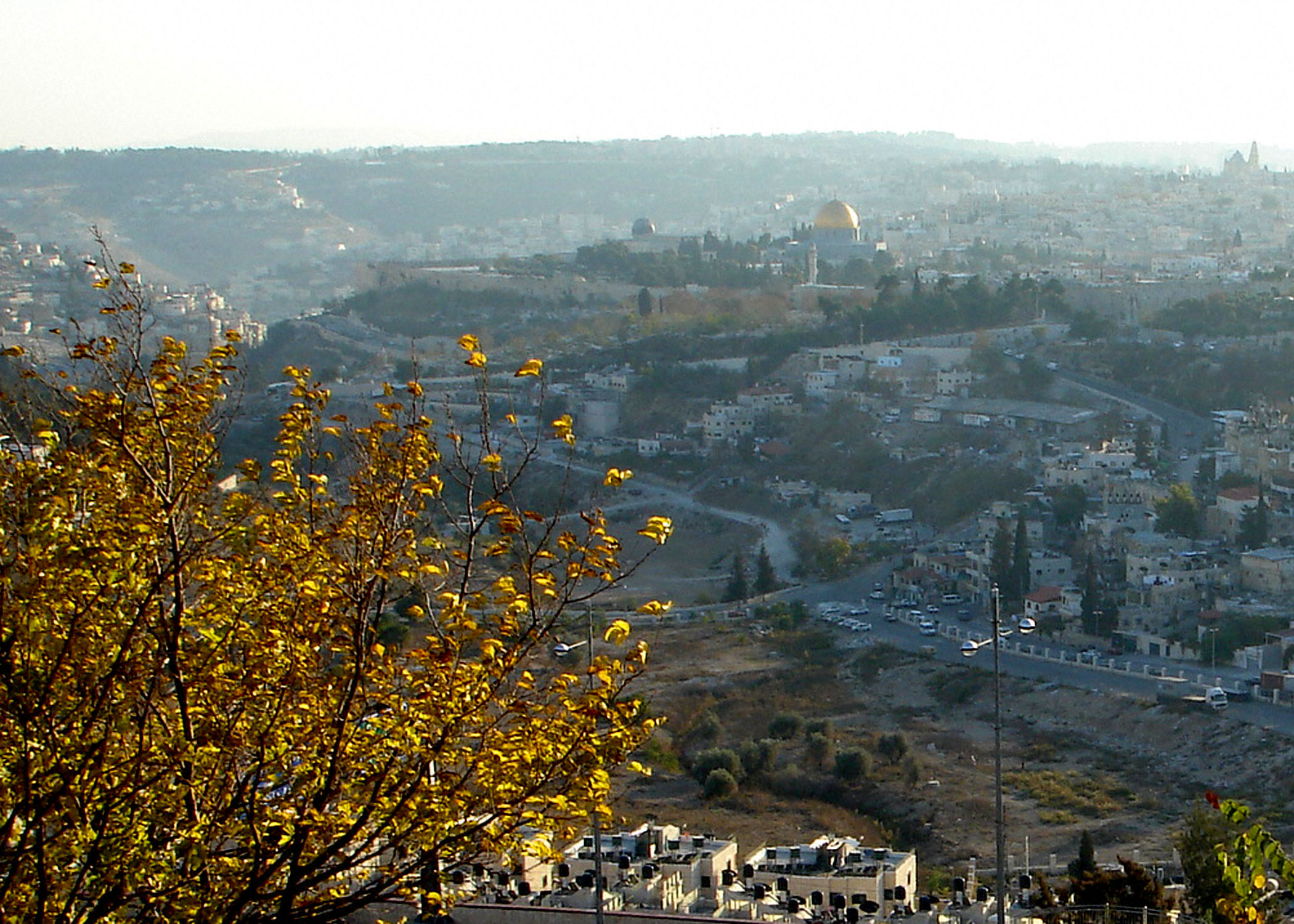
Jérusalem : Wadi al-Joz et la vieille ville (en haut à droite en arrière-plan) depuis le mont Scopus. Cette vue donne sur le sud-ouest de la vallée du Cédron.

La résolution 298 du Conseil de sécurité des Nations unies est adoptée à 14 voix contre zéro lors de la 1 582e séance du Conseil de sécurité des Nations unies le 25 septembre 1971, après avoir rappelé les résolutions précédentes sur le sujet, une lettre du représentant de la Jordanie, les rapports du secrétaire général et les déclarations des parties concernées, le Conseil a déploré le non-respect par Israël des résolutions précédentes concernant les mesures et les actions d'Israël visant à affecter le statut de Jérusalem.
Le Conseil a confirmé que toutes les mesures législatives et administratives prises par Israël pour modifier le statut de Jérusalem en vue de l'incorporation de la partie occupée sont totalement invalides et ne peuvent modifier ce statut. Le Conseil a demandé à Israël d'annuler toutes les mesures précédentes et de ne prendre aucune autre mesure pour tenter de modifier le statut de la ville et a demandé au Secrétaire général de faire rapport au Conseil dans 60 jours sur l'application de la résolution.
La résolution a été adoptée par 14 voix contre zéro, la République arabe syrienne s'étant abstenue. La résolution 298 du Conseil de sécurité des Nations unies est également la dernière résolution concernant Israël à laquelle la république de Chine (Taïwan) a participé, la république populaire de Chine lui ayant succédé.

### Sources
- (en) Cet article est partiellement ou en totalité issu de l’article de Wikipédia en anglais intitulé « United Nations Security Council Resolution 298 » (voir la liste des auteurs).

### Texte
- Résolution 298 sur fr.wikisource.org
- Résolution 298 sur en.wikisource.org